# Pressigny-les-Pins
Pressigny-les-Pins ist eine französische Gemeinde mit 530 Einwohnern (Stand: 1. Januar 2022) im Département Loiret in der Region Centre-Val de Loire. Sie ist Teil des Kantons Lorris im Arrondissement Montargis. Die Einwohner werden Pressigniens genannt.

## Geographie
Pressigny-les-Pins liegt etwa 72 Kilometer östlich von Orléans und am Vernisson. Umgeben wird Pressigny-les-Pins von den Nachbargemeinden Solterre im Norden und Nordwesten, Cortrat im Norden, Montcresson im Nordosten, Montbouy im Osten, Nogent-sur-Vernisson im Süden sowie Ouzouer-des-Champs im Westen.

## Bevölkerungsentwicklung
| 1962                       | 1968 | 1975 | 1982 | 1990 | 1999 | 2006 | 2018 |
| -------------------------- | ---- | ---- | ---- | ---- | ---- | ---- | ---- |
| 376                        | 321  | 340  | 361  | 396  | 383  | 412  | 501  |
| Quellen: Cassini und INSEE |      |      |      |      |      |      |      |

## Sehenswürdigkeiten
- Kirche Saint-Pierre-et-Saint-Marc aus dem 12. Jahrhundert, Umbauten aus dem 16. und 19. Jahrhundert
- Schloss La Valette aus dem 19. Jahrhundert
- Schloss Beaudenin aus dem 19. Jahrhundert

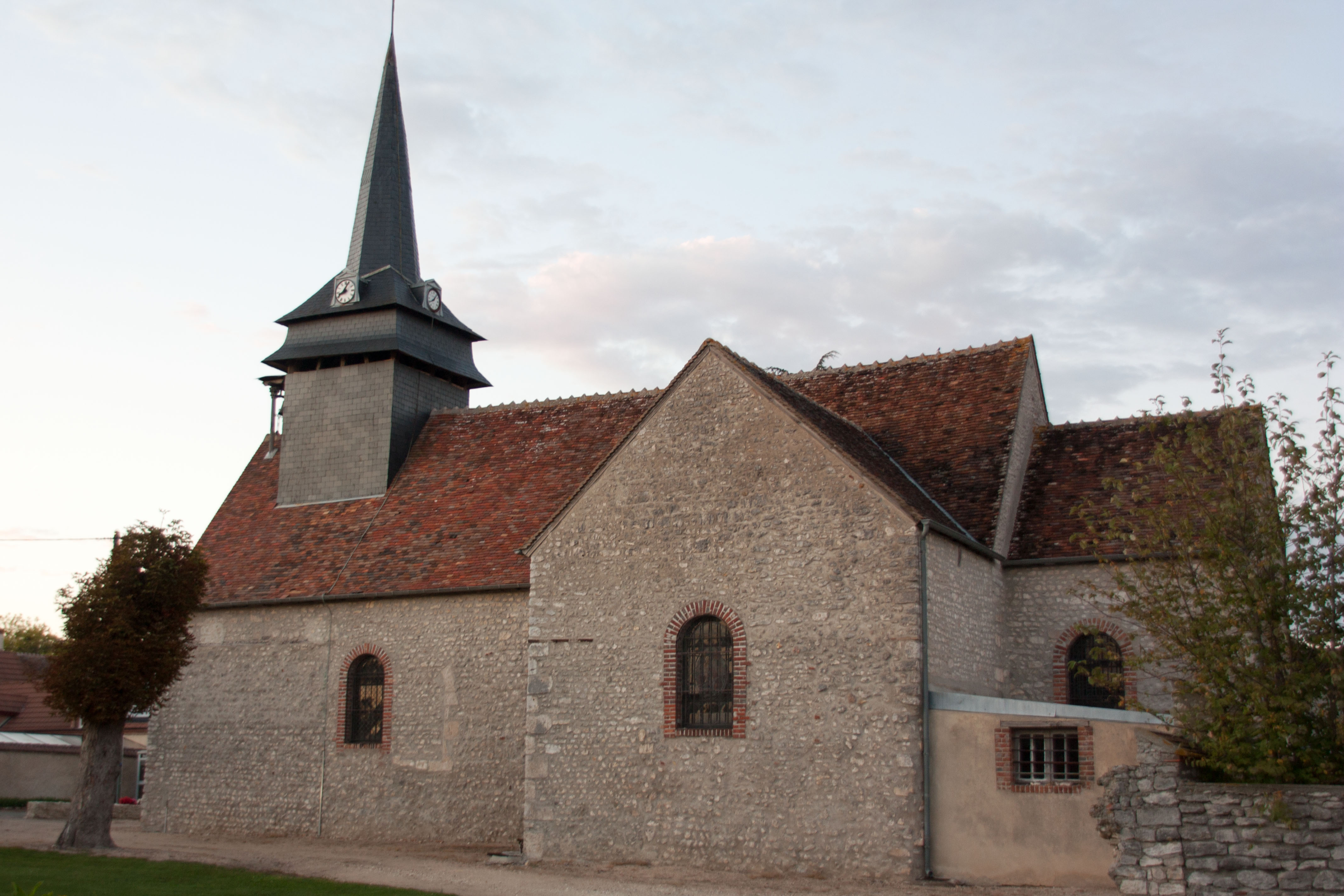
Kirche Saint-Pierre-et-Saint-Marc
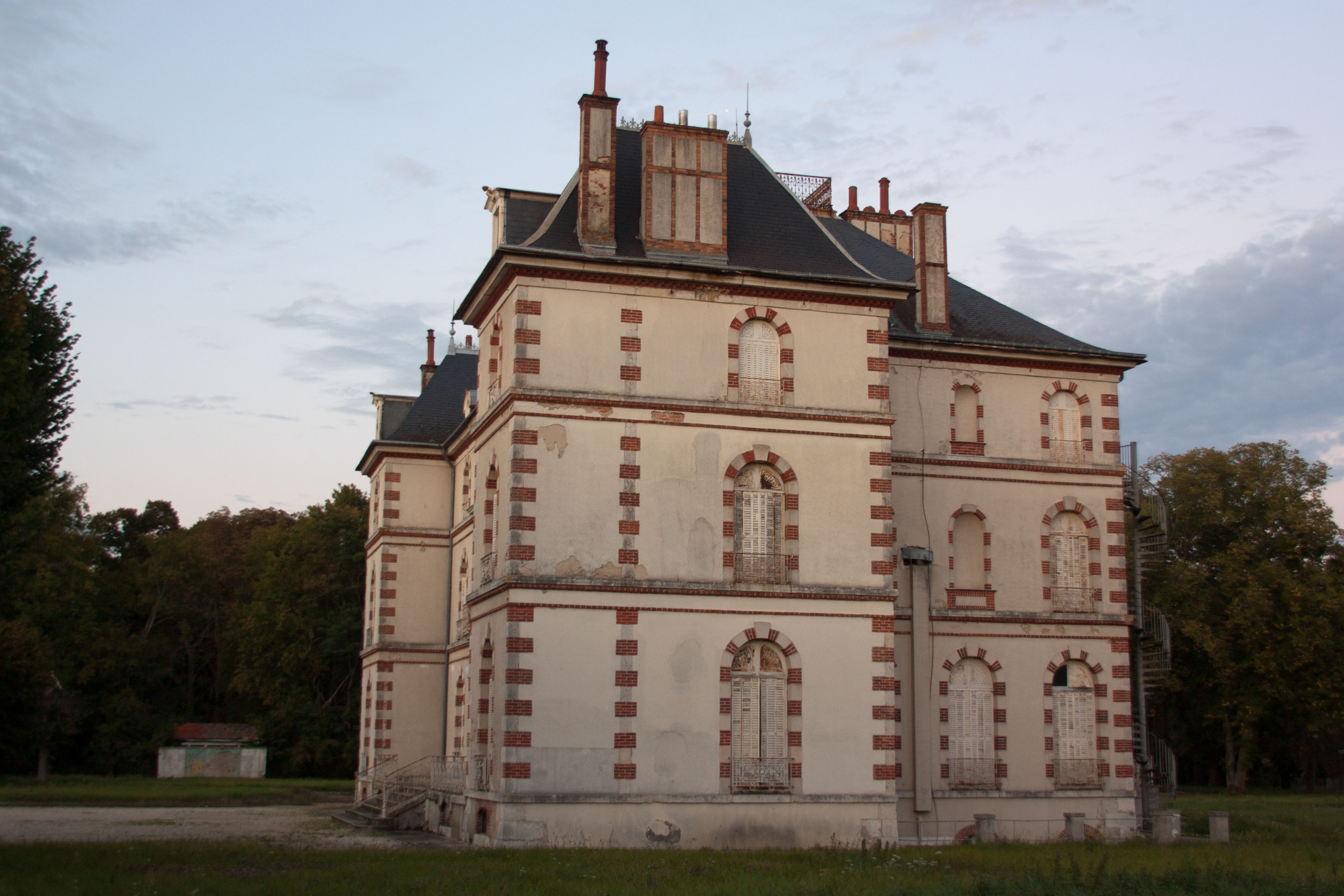
Schloss La Valette